# Georges Poisson

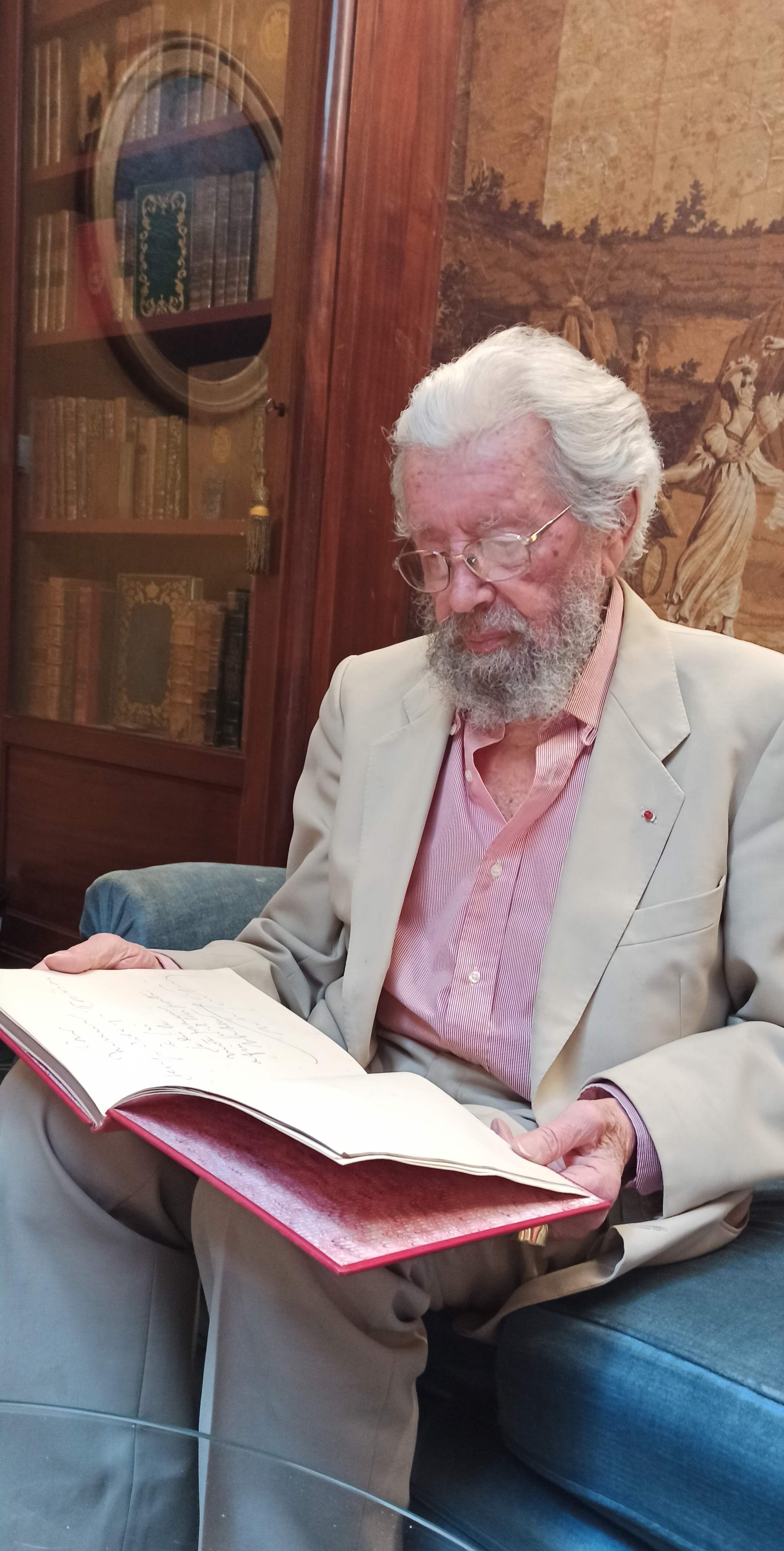
Georges Poisson, 2021

Georges Edouard Louis Poisson (* 27. November 1924 in Düsseldorf; † 14. Mai 2022 in Paris) war ein französischer Kunsthistoriker, Denkmalpfleger und Museumsleiter. Er hat sich mit dem Einsatz zur Bewahrung der Anwesen berühmter Persönlichkeiten einen Namen gemacht, unter anderem denen von Honoré de Balzac, Saint-Simon und Émile Zola.

## Biografie
Georges Poisson war der Sohn des Offiziers Edouard Poisson und der Journalistin Marie-Madeleine geb. Sauvy (genannt Claude-Salvy), deren Bruder der Demograph Alfred Sauvy war. Nach seiner Schulzeit am Lycée Louis-le-Grand in Paris diente er 1944/45 als Freiwilliger in der 1ere armée der Armée française de la Libération. Poisson studierte er an der Universität Paris (Sorbonne) und schloss mit der Licence ès lettres ab. Es folgten ein Diplôme d’études supérieures (DES) in Geschichte, das Diplom des Institut d’art et d’archéologie und ein weiteres DES in Kunstgeschichte von der École du Louvre. Am 16. März 1948 heiratete Poisson die Museumskonservatorin Florence Clément, mit der er zwei Kinder hatte.
Ab 1948 arbeitete Poisson beim Museum der Île-de-France im Schloss Sceaux, 1957 wurde er stellvertretender Konservator, 1969 stieg er zum Konservator auf. Von 1970 bis 1989 leitete er das Museum als Conservateur en chef. Gleichzeitig ließ er die Museen von Meudon, Courbevoie, Dourdan und Blaye verbessern. Er bewegte André Desguines dazu, seine 55.000 Bände umfassende Bibliothek dem Département Hauts-de-Seine anzubieten, daher wurde er 1989 zum Beauftragten für die kulturellen Angelegenheiten von Hauts-de-Seine ernannt. 1992 ging er in den Ruhestand und erhielt dabei – zum Dank für die Rettung des französischen Kulturerbes – den Titel Conservateur général du Patrimoine. So hatte er wichtige Stätten gerettet, beispielsweise das Schloss Monte Christo, die Parkanlage des Schlosses Meudon (Restaurierung der Grande Perspective de Meudon), das Vallée-aux-Loups (Wohnhaus von Chateaubriand) und das Wohnhaus von Émile Zola. Als Experte für Architektur- und Kunstgeschichte erhielt Poisson Lehraufträge am Collège des Arts appliqués, an der École normale supérieure d’Enseignement technique, der École du Louvre und an der Universität von Paris.
2009 veröffentlichte Poisson seine Memoiren.